# 佐藤茂雄
佐藤 茂雄（さとう しげたか、1941年（昭和16年）5月7日 - 2015年（平成27年）11月20日）は、大分県出身の日本の実業家。京阪電気鉄道最高顧問。大阪商工会議所会頭。位階は従三位。

## 来歴
神奈川県横須賀市に生まれ、大分県臼杵市で育つ。祖父も父も大日本帝国海軍の軍人だった。父は第二次世界大戦中インド洋で戦死。父は「長男を立派に育ててくれ」という遺書を書いていて、佐藤が悪さをすると母にそれを見せられた。そのような経緯から、幼い頃は海軍に憧れていた。京都大学在学中にはボート部に所属した。
1965年（昭和40年）に京都大学法学部を卒業後、京阪電気鉄道株式会社に入社。
1995年6月、同社取締役。
1999年6月、同社常務取締役。
2001年6月、同社代表取締役社長。
2003年6月、同社事業役員社長。
2006年6月、陸運及び観光関係功労者近畿運輸局長表彰受賞。
2007年6月、同社代表取締役 CEO 取締役会議長。
2010年、大阪商工会議所会頭。
2011年6月、同社取締役相談役。
2013年6月、同社最高顧問。
2015年11月20日死去。74歳没。プレミアムカーの登場を目前にしてこの世を去った。没後に従三位に叙され、旭日大綬章を追贈された。又、大阪商工会議所会頭の後任には尾崎裕（大阪ガス代表取締役会長）が就任した。

## 参考資料
- 京阪電気鉄道公式報道発表資料 2007年4月20日
- 京阪電気鉄道公式報道発表資料 2011年4月28日